# Mohamed Abdullahi Mohamed
Mohamed Abdullahi Mohamed (ur. 11 marca 1962 w Mogadiszu) – somalijski dyplomata i polityk, premier Somalii w latach 2010–2011, od 8 lutego 2017 do 23 maja 2022 prezydent Somalii.

## Życiorys
Mohamed Abdullahi Mohamed urodził się w Mogadiszu w 1962. Posiada obywatelstwo somalijskie oraz amerykańskie. W czasach rządów Siada Barre pracował w Ministerstwie Spraw Zagranicznych. W latach 1985–1989 pełnił funkcję sekretarza stanu w ambasadzie somalijskiej w Waszyngtonie. Z powodu niepokojów politycznych w Somalii nie powrócił do kraju i wystąpił o azyl w USA. W latach 1989–1993 studiował na State University of New York (SUNY) w Buffalo, uzyskując licencjat z historii. W tym czasie uzyskał amerykańskie obywatelstwo. W 2009 zdobył stopień magistra nauk politycznych (studia amerykańskie) na SUNY. Był wykładowcą nauki o umiejętnościach przywódczych i rozwiązywaniu konfliktów na Erie Community College, stanowiącego część struktur SUNY.
W latach 1994–1997 pracował jako komisarz Miejskim Urzędzie Mieszkalnictwa w Buffalo. Od 1995 do 1999 kierował jednym z programów socjalnych w tym mieście. W latach 2000–2002 był koordynatorem Wydziału ds. Szans Równego Zatrudnienia hrabstwa Erie. Od 2002 do 2010 pracował w Departamencie Komunikacji tego hrabstwa. Był również członkiem różnych organizacji broniących praw człowieka.

### Premier Somalii
14 października 2010 prezydent Szarif Szajh Ahmed nominował go na stanowisko premiera Somalii po tym, jak kilka tygodni wcześniej z urzędu zrezygnował Omar Abdirashid Ali Sharmarke. Jego kandydaturę musiał w ciągu miesiąca zatwierdzić parlament, co stało się 31 października 2010. 1 listopada 2010 został zaprzysiężony na stanowisku przez prezydenta.
12 listopada 2010 premier Mohamed powołał rząd. W jego skład weszło 18 ministrów, co oznaczało znaczny spadek ich liczby w porównaniu z poprzednim rządem złożonym z 39 ministrów. W rządzie znalazło się tylko dwóch ministrów z poprzedniego gabinetu, a większość stanowili technokraci, niezwiązani wcześniej z polityką. Parlament, po wielu debatach na temat składu rządu, zatwierdził go 27 listopada 2010.
Gabinet Mohameda przyspieszył prace nad uchwaleniem nowej konstytucji kraju, w oparciu o którą miały odbyć się wybory parlamentarne. Powołał dodatkowych 15 członków do Niezależnej Komisji Konstytucyjnej. W zakresie walki z korupcją powołana została Komisja Antykorupcyjna, której celem było przeprowadzanie dochodzeń i monitorowanie działań rządu i administracji publicznej. Wszyscy członkowie rządu złożyli natomiast deklaracje majątkowe oraz podpisali kodeks etyki. Ograniczone zostały również ich podróże służbowe, które odtąd musiały uzyskać zatwierdzenie premiera. Rząd przeprowadził również audyt posiadanego majątku i pojazdów. W budżecie zagwarantowane zostały środki finansowe na wypłatę uposażenia urzędnikom państwowym oraz wojsku. Rozpoczęto szkolenia dla tysiąca nowych żołnierzy.
9 czerwca 2011, po kilku miesiącach sporu, prezydent Sharif Sheikh Ahmed oraz przewodniczący parlamentu Sharif Hassan Sheikh Aden podpisali porozumienie w Kampali, wynegocjowane przez wysłannika ONZ oraz prezydenta Ugandy Yoweriego Museveniego, której wojska stanowiły trzon misji pokojowej Unii Afrykańskiej stacjonującej w Somalii (AMISOM). Porozumienie polityczne było konieczne, gdyż mandat władz tymczasowych dobiegał końca w sierpniu 2011, a somalijski prezydent i przewodniczący parlamentu różnili się w kwestii rozwoju dalszej sytuacji. Podczas gdy pierwszy z nich optował za przedłużeniem mandatu, drugi obstawał przy przeprowadzeniu wyboru prezydenta i nowego przewodniczącego parlamentu zgodnie z harmonogramem. Na mocy podpisanego porozumienia mandat władz tymczasowych przedłużony został o rok, do 20 sierpnia 2012, kiedy miały zostać przeprowadzone wybory. Porozumienie zakładało także rezygnację urzędującego gabinetu premiera Mohameda w ciągu 30 dni i powołanie nowego rządu, co zdaniem komentatorów było jednym z warunków wysuniętych przez Adena.
Wkrótce po ogłoszeniu warunków porozumienia i konieczności dymisji premiera, w Mogadiszu doszło do kilkudniowych protestów społecznych sprzeciwiających się jego ustąpieniu. Protestujący określali go mianem „jedynego uczciwego polityka w rządzie” i podkreślali, że jego gabinet podjął skuteczną walkę z bojownikami islamskimi z Asz-Szabab oraz jako jedyny rozpoczął walkę z korupcją i zapewnił regularną wypłatę żołdu. 11 czerwca 2011 premier Mohamed odmówił odejścia ze stanowiska i zażądał przedłożenia porozumienia z Kampali do akceptacji parlamentu. Stwierdził, że decyzja o jego dymisji znajduje się kompetencji parlamentu i ustąpi wyłącznie po przyjęciu przez izbę tegoż porozumienia.
19 czerwca 2011, pomimo wcześniejszego stanowiska, premier ogłosił jednak swoją dymisję. Stwierdził, że zdecydował się na taki krok, „mając na uwadze interes narodu somalijskiego i aktualną sytuację w Somalii”. Obowiązki szefa rządu, do czasu powołania nowego szefa rządu, przejął wicepremier Abdiweli Mohamed Ali. Został on w kolejnych dniach mianowany przez prezydenta nowym premierem, a 28 czerwca 2011 jego kandydaturę zatwierdził parlament.

### Prezydent Somalii
Mohamed Abdullahi Mohamed wziął po raz pierwszy udział w wyborach prezydenckich 10 września 2012. Był jednym z ponad 20 kandydatów i odpadł w pierwszej turze głosowania, zajmując siódme miejsce i zdobywając 14 z 271 głosów. Prezydent, którym został wówczas Hassan Sheikh Mohamud, był wybierany w sposób pośredni, przez członków nowo ukonstytuowanego parlamentu.
Po raz drugi wziął udział w wyborach prezydenckich 8 lutego 2017. Wybory prezydenckie, które początkowo miały odbyć się w listopadzie 2016, zostały przełożone o kilka miesięcy. Odbyły się po wyborach parlamentarnych z października i listopada 2016, w których 14 tysięcy wyborców należących do starszyzny plemiennej wybierało 275 członków Izby Niższej i 52 członków Izby Wyższej Federalnego Parlamentu Somalii, którzy z kolei byli uprawnieni do wyboru prezydenta.
Wybory, w których uczestniczyło 21 kandydatów, odbyły się w budynkach portu lotniczego w Mogadiszu chronionych przez międzynarodowe wojska Unii Afrykańskiej z powodu zagrożenia ze strony bojowników Asz-Szabab. W pierwszej turze głosowania Mohamed Abdullahi Mohamed zajął drugie miejsce, przegrywając z urzędującym prezydentem Hassanem Sheikhiem Mohamudem. W drugiej turze głosowania zajął pierwsze miejsce, zdobywając 184 głosy, przed prezydentem Sheikhiem Mohamudem (97 głosów) i premierem Omarem Abdirashidem Alim Sharmarke (45 głosów). Ponieważ prezydent Sheikh Mohamud uznał swoją porażkę, nie przeprowadzono trzeciej tury głosowania. Tego samego dnia Mohamed Abdullahi Mohamed został zaprzysiężony na stanowisku prezydenta. 

## Życie prywatne
Jest żonaty, ma dwóch synów i dwie córki.